# Dankerath
Dankerath is een plaats in de Duitse deelstaat Rijnland-Palts, en maakt deel uit van de Landkreis Ahrweiler. Het is een straatdorp in de Hoge Eifel. Dankerath telt 73 inwoners.

## Bestuur
De plaats is een Ortsgemeinde en maakt deel uit van de Verbandsgemeinde Adenau.

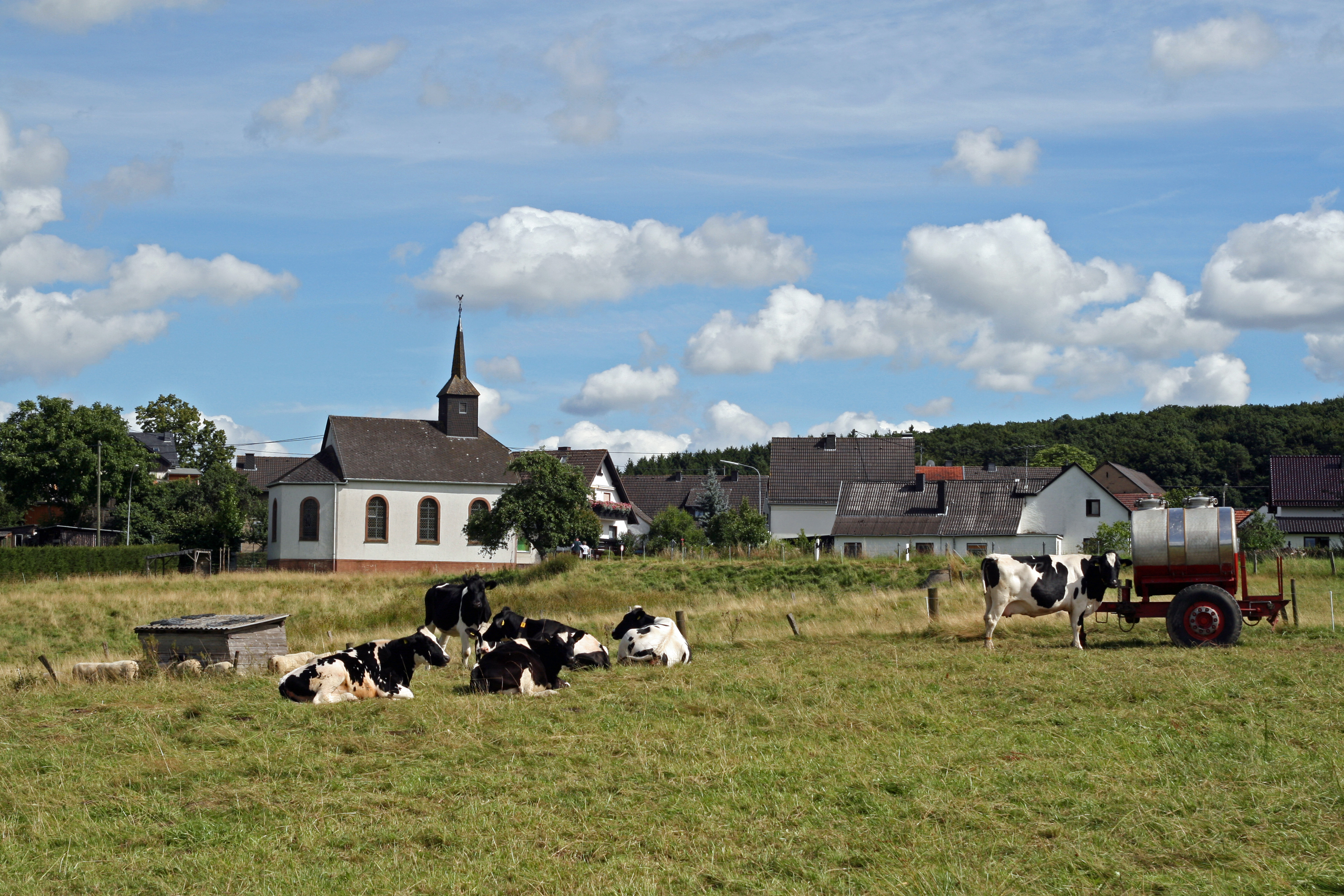
Dankerath